# Awake (2007)
Awake is een Amerikaanse thriller uit 2007 geregisseerd en geschreven door Joby Harold. De film won een Gouden Vlies op de Golden Trailer Awards 2008, maar werd ook genomineerd voor slechtste actrice (Jessica Alba) en slechtste filmkoppel (Alba & Hayden Christensen) bij de Razzie Awards.

## Verhaal
Clay Beresford (Hayden Christensen) komt uit een extreem rijke familie en staat in navolging van zijn vader aan het hoofd van een miljardenbedrijf. Hij houdt er een relatie op na met bediende Sam Lockwood (Jessica Alba), van wie hij oprecht houdt, maar die hij ook geheimhoudt voor zijn wantrouwende moeder Lilith (Lena Olin).
Lilith is extreem begaan met haar zoon, wat met name zo gegroeid is doordat hij lijdt aan een hartkwaal. Deze zal hem het leven kosten als er niet tijdig een donor voorhanden komt. Vanwege zijn intensieve medische verleden is Beresford daarnaast bevriend geraakt met de hem behandelende hartchirurg Jack Harper (Terrence Howard). Deze raadt hem aan in het hier en nu te gaan leven, te trouwen met zijn grote liefde en haar niet langer geheim te houden. Beresford weet immers totaal niet hoelang hij daar nog de kans voor heeft.
Beresford besluit dat Harper een punt heeft en trouwt diezelfde dag nog met Lockwood in een kleine ceremonie voor twee. Een dag later wordt hij gebeld met de mededeling dat er een donorhart beschikbaar is. Zijn moeder wil de transplantatie laten uitvoeren door een door haar geregeld landelijk vooraanstaand specialist. Beresford zelf blijft niettemin bij zijn besluit dat zijn vriend Harper het mag doen, omdat hij die vertrouwt.
Wanneer Beresford een algehele narcose ondergaat, merkt hij dat er iets helemaal fout zit. Hij heeft inderdaad zijn ogen gesloten, maar krijgt te kampen met 'onbedoeld intraoperatief bewustzijn': hij kan niets bewegen of zeggen, maar is zich volledig bewust van alles wat er om hem heen en met zijn lichaam gebeurd. Hij is onder narcose, maar wel wakker tijdens de operatie. Tot overmaat van ramp hoort hij hulpeloos toe hoe Harper met zijn operatie-assistenten Dr. Puttnam (Fisher Stevens) en Penny Carver (Georgina Chapman) een complot bespreken waarbij ook zijn kersverse echtgenote Lockwood betrokken is. Ze willen het te implanteren hart onbruikbaar maken voor ze het inbrengen, Beresford op de operatietafel laten sterven en samen de erfenis verdelen.

## Rolverdeling
- Hayden Christensen - Clay Beresford
- Jessica Alba - Sam Lockwood
- Terrence Howard - Dr. Jack Harper
- Lena Olin - Lilith Beresford, de moeder van Clay
- Christopher McDonald - Dr. Larry Lupin
- Sam Robards - Clayton Beresford, Sr.
- Arliss Howard - Dr. Jonathan Neyer
- Fisher Stevens - Dr. Puttnam
- Georgina Chapman - Penny Carver
- David Harbour - Dracula

## Feitelijke onjuistheid
- De tagline van de filmposter van Awake stelt dat 1 op 700 patiënten bij bewustzijn is onder narcose. In werkelijkheid ligt dat aantal 20 tot 60 keer lager, afhankelijk van het risico dat de aandoening van een patiënt met zich meebrengt.